# Manasses (król Judy)
Manasses (hebr. ‏מְנַשֶּׁה‎, Menaszsze, asyr. Menasii lub Miinsie; ur. 707, zm. 641 p.n.e.) − król starożytnej Judy w latach 695–641 p.n.e. Syn i następca Ezechiasza.
Manasses próbował wprowadzić w Judzie kult bogów kananejskich. Biblia sprawozdaje, że „on to przeprowadził synów swoich przez ogień w Dolinie Synów Hinnoma, uprawiał wróżbiarstwo, czary i magię, ustanowił zaklinaczy i wieszczków”. Budował ołtarze w Świątyni Jerozolimskiej i krwawo prześladował jahwistów. Według tradycji żydowskiej oraz apokryfu Wniebowstąpienie Izajasza jedną z ofiar miał być prorok Izajasz.
Według Drugiej Księgi Kronik Manasses został porwany do niewoli przez wojska asyryjskie i w więzieniu nawrócił się do Jahwe (Modlitwa Manassesa) i po powrocie na tron gorliwie przestrzegał jego przykazań. 
Asarhaddon wspomina o niejakim Manassesie z Judy (Menasii kur Yauda), wśród królów, których zmusił do dostarczenia budulca na budowę swojego nowego pałacu w Niniwie. Z kolei Aszurbanipal − wśród królów, którzy zostali zmuszeni, by pomagać mu w wyprawie przeciwko Egiptowi.
Po śmierci Manassesa tron objął jego syn, zrodzony ze związku z Meszullemet z Jotby, Amon.